# Campolattaro
Campolattaro là một đô thị ở tỉnh Benevento trong vùng Campania, có vị trí khoảng 60 km về phía đông bắc của Napoli và khoảng 15 km về phía bắc của Benevento. Tại thời điểm ngày 31 tháng 12 năm 2004, đô thị này có dân số 1.109 người và diện tích là 17.5 km².
Đô thị Campolattaro có các frazione (đơn vị cấp dưới) Iadanza.
Campolattaro giáp các đô thị: Casalduni, Circello, Fragneto l'Abate, Fragneto Monforte, Morcone, Pontelandolfo.